# باشگاه فوتبال العربی امارات
باشگاه فوتبال العربی امارات (به عربی: نادي العربي) یک باشگاه فوتبال در شهر ام‌القیوین، امارات متحده عربی است.
این تیم در لیگ دسته یک امارات متحده عربی لیگ فوتبال بازی می‌کند و حضور دارد. مربی این تیم گوران میسویچ می‌باشد که اهل کشور کرواسی است.

## تیم فعلی
در لیگ دسته یک امارات حضور دارند.